# 山本忠秀
山本 忠秀（やまもと ただひで、1863年1月6日（文久2年11月17日）– 1936年（昭和11年）10月9日）は、明治から昭和初期の政治家、実業家。貴族院多額納税者議員。板垣伯銅像記念碑建設同志会理事。

## 概要
土佐国香美郡岩村郷金地村（高知県香美郡金地村、岩村を経て現・南国市金地）で、豪農、譲受郷士の賢一郎の長男として生まれた。漢学を修め、明治法律学校（現明治大学）法律科で学んだが中退した。
帰郷して政治運動に身を投じ、自由民権運動を推進した。1890年（明治23年）1月、第1回衆議院議員総選挙に対応するため岩村倶楽部を結成し部長に就任。1893年（明治26年）3月、楠目玄の失格に伴う高知県会議員補欠選挙で当選し、同年8月の半数改選でも再選された。立憲政友会高知支部に所属した。
1897年（明治30年）高知県多額納税者として貴族院議員に互選され、同年9月29日から1904年（明治37年）9月28日まで1期在任した。
実業界では、土佐電燈社長、土佐農工銀行頭取、高知銀行取締役、土佐貯蓄銀行取締役、城東商業学校理事長、土佐高等女学校理事などを務めた。

## 親族
- 養子 山本忠興（東京女子大学理事長、アムステルダムオリンピック総監督、十大発明家の一人）忠秀の妻、山本さがが入籍前に出産し、直後に死去したため養子として育てられた[4]。
- 妹 竹内亀井（竹内明太郎の妻）[8]